# 쉬자룽
쉬자룽(중국어 정체자: 許家榮, 병음: Xû Jīaróng, 한자음: 허가영, Hsu Chia-Yung, 1955년 2월 4일 ~ )은 대만의 배우이다.

## 방송
- 아가적미호시광
- 가유! 미령
- 천야유정
- 희설대만
- 왕패변호인